# Lorita baccharivora
Lorita baccharivora är en fjärilsart som beskrevs av Michael G. Pogue 1988. Lorita baccharivora ingår i släktet Lorita och familjen vecklare. Inga underarter finns listade i Catalogue of Life.